# Jubaea chilensis
Jubaea chilensis is de botanische naam van een palm. Deze palm wordt ook wel kokospalm van Chili genoemd. De plant komt voor in een strook van 50 × 100 km in de valleien van de Cocalan en de Ocoa, in Chili.
De stam bereikt in Chili een hoogte van 30 m en een omtrek van 5 m. De grijsgroene vederbladeren vormen een regelmatige structuur en vallen spontaan af na vier tot vijf jaar. De bloeiwijzen zijn zeer dicht en worden tot 150 cm lang. De kleine vruchten lijken op miniatuurkokosnoten.
Ze houdt van hete, droge zomers en koele, vochtige winters, zoals men in Europa soms vindt. In de regio waar olijven goed groeien, doen ze het goed. Ze zijn te kweken in tuinen in de gematigde streken, maar mogen pas in volle grond geplant worden als ze een vijftal ontwikkelde bladeren hebben. Volwassen planten kunnen gedurende korte tijd temperaturen tot -12 °C verdragen, zonder schade. In Normandië groeien enkele grote exemplaren van deze palm.